# Бер-Крік (Аляска)
Бер-Крік (англ. Bear Creek) — переписна місцевість (CDP) в США, в окрузі Кенай штату Аляска. Населення — 2129 осіб (2020).

## Географія
Бер-Крік розташований за координатами 60°12′13″ пн. ш. 149°21′47″ зх. д. / 60.20361° пн. ш. 149.36306° зх. д. (60.203615, -149.363137).  За даними Бюро перепису населення США в 2010 році переписна місцевість мала площу 102,25 км², з яких 98,96 км² — суходіл та 3,29 км² — водойми.

## Демографія
Згідно з переписом 2010 року, у переписній місцевості мешкало 1956 осіб у 835 домогосподарствах у складі 525 родин. Густота населення становила 19 осіб/км².  Було 1020 помешкань (10/км²).
Расовий склад населення:
| - 80,9 % — білих - 10,7 % — корінних американців - 1,6 % — азіатів - 0,6 % — чорних або афроамериканців - 0,2 % — вихідців з тихоокеанських островів |

До двох чи більше рас належало 5,7 %. Частка іспаномовних становила 1,8 % від усіх жителів.
За віковим діапазоном населення розподілялося таким чином: 21,9 % — особи молодші 18 років, 72,5 % — особи у віці 18—64 років, 5,6 % — особи у віці 65 років та старші. Медіана віку мешканця становила 41,3 року. На 100 осіб жіночої статі у переписній місцевості припадало 116,1 чоловіків;  на 100 жінок у віці від 18 років та старших — 122,7 чоловіків також старших 18 років.
Середній дохід на одне домашнє господарство  становив 88 083 долари США (медіана — 81 458), а середній дохід на одну сім'ю — 91 005 доларів (медіана — 81 346). Медіана доходів становила 52 465 доларів для чоловіків та 51 615 доларів для жінок. За межею бідності перебувало 12,7 % осіб, у тому числі 6,9 % дітей у віці до 18 років та 0,0 % осіб у віці 65 років та старших.
Цивільне працевлаштоване населення становило 1119 осіб. Основні галузі зайнятості: мистецтво, розваги та відпочинок — 19,1 %, сільське господарство, лісництво, риболовля — 17,8 %, транспорт — 15,0 %.